# نيد مارتن
نيد مارتن (بالإنجليزية: Ned Martin) هو عسكري أمريكي، ولد في 9 أغسطس 1923 في Wayne, Pennsylvania ‏ في الولايات المتحدة، وتوفي في 23 يوليو 2002 في Raleigh–Durham International Airport ‏ في الولايات المتحدة.